# Givry (Saona e Loira)
Givry è un comune francese di 3 929 abitanti situato nel dipartimento della Saona e Loira nella regione della Borgogna-Franca Contea.

## Società

### Evoluzione demografica
Abitanti censiti